# Télimélé (prefektur)
Telimele Prefecture är en prefektur i Guinea.   Den ligger i regionen Kindia Region, i den västra delen av landet, 160 km norr om huvudstaden Conakry. Antalet invånare är 283 642. Arean är 9 216 kvadratkilometer. Telimele Prefecture gränsar till Gaoual Prefecture, Lelouma Prefecture, Pita, Kindia, Préfecture de Dubréka, Fria, Boffa och Boke Prefecture. 
Terrängen i Telimele Prefecture är huvudsakligen kuperad, men österut är den bergig.
Följande samhällen finns i Telimele Prefecture:
- Télimélé
- Dabiss